# Улановское сельское поселение
Ула́новское сельское поселение — упразднённое муниципальное образование в Яйском районе Кемеровской области.
Административный центр — село Улановка.

## История
Улановское сельское поселение образовано 17 декабря 2004 года в соответствии с Законом Кемеровской области № 104-ОЗ.

## Население
| 2010  | 2011  | 2012  | 2013  | 2014  | 2015  | 2016  |
| ----- | ----- | ----- | ----- | ----- | ----- | ----- |
| 1242  | ↘1241 | ↘1184 | ↘1175 | ↘1138 | ↘1127 | ↗1130 |
| 2017  | 2018  | 2019  |       |       |       |       |
| ↘1095 | ↘1062 | ↘1042 |       |       |       |       |

## Состав сельского поселения
| № | Населённый пункт | Тип населённого пункта       | Население |
| - | ---------------- | ---------------------------- | --------- |
| 1 | Димитрово        | посёлок                      | 41        |
| 2 | Ишим             | село                         | 378       |
| 3 | Медведчиково     | деревня                      | 68        |
| 4 | Улановка         | село, административный центр | 755       |

## Инфраструктура
В состав сельского поселения входит четыре населенных пунктов, в которых проживает 1242 человека
Административным центром поселения является село Улановка, в котором проживает 755 человек. В селе располагается 227 частных домов, 3 малоэтажных жилых дома, памятник землякам, павшим в годы ВОВ, отделение почты, основная общеобразовательная школа, детский сад, АЗС, 7 административных зданий и 18 хозяйственных сооружений, зарегистрирован производственный сельскохозяйственный кооператив «Раздольный»
В поселке Димитрово проживает 41 человек. В этом населенном пункте располагается 32 частных дома и 1 административное здание
В деревне Медведчиково проживает 68 человек. В этом населенном пункте располагается 46 частных домов, 8 хозяйственных сооружений, 2 кафе. В деревне зарегистрировано ООО «Панда»
В селе Ишим проживает 378 человек. В этом населенном пункте располагается 127 частных домов, отделение почты, шиномонтаж, кафе, АЗС, основная общеобразовательная школа, памятник землякам, павшим в годы ВОВ, Спасская церковь, часовня Нерукотворного образа Иисуса Христа, фельдшерско-акушерский пункт, 5 административных зданий и 25 хозяйственных сооружений, один продуктовый магазин. В селе зарегистрировано ООО «Кузбасс Лес»
Помимо этого, на территории Улановского сельского поселения располагается управление зоологического заказника Китатский